# Hans Meyer (Architekt)
Hans Meyer (* 20. Oktober 1867 in Regensburg; † 31. Dezember 1949 in Gießen) war ein deutscher Architekt.

## Leben
Hans Meyer war zwischen 1891 und 1945 selbständig in Gießen tätig, zunächst von 1891 bis 1905 gemeinsam mit Jacob Stein im Architekturbüro Stein & Meyer. Zahlreiche Bauten entstanden für Bauherrn wie Georg Becker oder Gottlieb Nauheim, häufig in Zusammenarbeit mit dem Maurermeister Johann Georg Pfaff oder dem Baugeschäft Birkenstock & Schneider.
Von 1913 bis 1916 war der spätere Architekt Georg Wellhausen Lehrling im Büro Stein & Meyer.
Noch in seinem letzten Lebensjahr betreute er als Bauleiter die Errichtung der Gießener Pankratiuskapelle.

## Ehrungen
- Ehrentitel Baurat
- Ehrensenator der  Hessischen Ludwigs-Universität zu Gießen (24. Januar 1923)[3]

## Bauten und Entwürfe

### Bis 1905 (in BüroStein & Meyer)
- 1891:  Dreigeschossiges Wohn- und Geschäftshaus an der Südanlage 5 in Gießen für den Bauherrn Heinrich Reimer[4]
- 1892: Zweigeschossiges Wohnhaus an der Löberstraße 18 in Gießen für den Bauherrn Karl Hahn.[5]
- 1892: Zweigeschossige, villenartige Doppelhaushälfte an der Lonystraße 18 in Gießen für den Bauherrn Gottlieb Nauheimer.[6]
- 1892: Dreigeschossiges Wohn- und Geschäftshaus am Selterweg 81 in Gießen für den Bauherrn Heinrich Winn.[7]
- 1892: Dreigeschossiges Wohn- und Geschäftshaus am Seltersweg 83 in Gießen für den Bauherrn Jacob Stein[8]
- 1893: Zweigeschossiger Villenbau an der Gartenstraße 22 in Gießen für den Bauherrn Franz Himstedt[9] (1946 durch den Architekten Dirksmüller wiederaufgebaut)[10]
- 1893: Zweigeschossige Professorenvilla an der Hofmannstraße 11 in Gießen für den Hochschullehrer Georg Gaffky durch den Bauherrn Heinrich Winn.[11]
- 1893: Zweigeschossige Eckvilla an der Ludwigstraße 61 in Gießen für den Bauherrn Georg Koch[12]
- 1893: Zweigeschossiges Wohnhaus an dem Unterhof 19-23 in Gießen für die Bauherrn Charles Wittherington und Bruce Fernie.[13]
- 1893: Dreigeschossiges Wohnhaus an der Westanlage 30 in Gießen für den Bauherrn Georg Emil Möhl[14]
- 1893–1894: Das Wingolfshaus an der Wilhelmstraße 40 in Gießen[15] als Sitz der Studentenverbindung Gießener Wingolf[16]
- 1894: Zweigeschossige Villa an der Frankfurter Straße 46  in Gießen für den Bauherrn Heinrich Winn[17]
- 1894: Zweigeschossige Villa an der Wilhelmstraße 38 in Gießen für den Verein alter Herren des Corps Starkenburgia.[18]
- 1895: Zweigeschossige Reihenvilla an der Löberstraße 21 in Gießen für Gottlieb Nauheim.[19]
- 1895: Die Halbvilla an der Löberstraße 20 in Gießen für den Bauherrn Gottlieb Nauheim[20]
- 1895: Zweigeschossige Reihenvilla an der Löberstraße 22 in Gießen für den Bauherrn Gottlieb Nauheimer.[21]
- 1895: Zweigeschossige Reihenvilla an der Löberstraße 23 in Gießen für den Bauherrn Gottlieb Nauheimer.[22]
- 1895: Dreigeschossiges Wohnhaus an der Schanzenstraße 22 in Gießen für die Bauherrn und Bauunternehmer Birkenstock & Schneider.[23]
- 1895: Dreigeschossige Wohnhaus an der Westanlage 42 in Gießen für die Bauherrn und Bauunternehmer Birkenstock & Schneider[24]
- 1896: Zweigeschossiges Eckhaus an der Bruchstraße 12 in Gießen für den Bauherrn Heinrich Winn[25]
- 1896: Zweigeschossige Villa des Unternehmers Georg Throm an der Hofmannstraße 1 in Gießen für den Bauherrn Heinrich Winn[26]
- 1896: Zweigeschossige Professorenvilla an der Hofmannstraße 10 in Gießen für den Bauherrn Heinrich Winn (bewohnt u. a. durch Otto Behaghel)[27]
- 1896: Zweigeschossige Reihenvilla an der Löberstraße 24 in Gießen für den Bauherrn Gottlieb Nauheimer[28]
- 1896: Zweigeschossige Reihenvilla an der Löberstraße 25 in Gießen für den Bauherrn Gottlieb Nauheimer[29]
- 1896: Zweigeschossige Reihenhäuser am Riegelpfad 88, 90, 92 und 94 in Gießen für den Bauherrn Johann Georg Pfaff[30]
- 1896: Zweigeschossige Reihenhäuser am Riegelpfad 96 und 98 in Gießen für den Bauherrn und Maurermeister Johann Georg Pfaff[31]
- 1896: Zweigeschossiges, villenartiges Wohnhaus an der Stephanstraße 6 in Gießen für den Bauherrn Dr. Georg Clemm.[32]
- 1896: Dreigeschossiges Wohn- und Geschäftshaus an der Stephanstraße 42 in Gießen  für den Bauherrn Heinrich Winn[33]
- 1897: Zweigeschossige Eckvilla an der Gartenstraße 13 in Gießen für Stein & Meyer.[34]
- 1898: Kutscherwohnung mit Stallgebäude an der Frankfurter Straße 14 H in Gießen für den Bauherrn Wilhelm Grünewald[35]
- 1898: Zweieinhalbgeschossiges Wohnhaus am Leihgesterner Weg 25 in Gießen für den Bauherrn Heinrich Carl[36]
- 1899: Dreigeschossiges Wohnhaus an der Gutenbergstraße 24 in Gießen für den Bauherrn Ludwig Heinrich Mylius.[37]
- 1899: Bürogebäude an der Klinikstraße 15 in Gießen für die in Butzbach ansässige Gambrinus Brauerei in Verbindung mit dem Bierverleger Georg Hebstreit für den Bauherrn die Firma Christoph Jakob Melchior.[38]
- 1900: Dreigeschossiges Wohn- und Geschäftshaus an der Alicenstraße 4 in Gießen für den Bauherrn Julius Kurz[39]
- 1900: Zweigeschossiges Wohnhaus an der Alicenstraße 6 in Gießen für den Bauherrn Dr. Hans Koeppe.[40]
- 1900: Wohnhaus an der Alicenstraße 8 H in Gießen mit einem Nebengebäude mit Kutscherwohnung und Remise für den Bauherrn und Stadtvorsteher Jean Kirch.[41]
- 1900: Zweigeschossiges Verbindungshaus der "Burschenschaft Germania" am Alter Wetzlaer Weg 35 in Gießen[42]
- 1900: Dreigeschossiges Wohnhaus an der Goethestraße 21 in Gießen für den Bauherrn Georg Becker[43]
- 1901: Zweigeschossiges villenartige Wohnhaus am Alter Wetzlarer Weg 36 in Gießen für den Bauherrn Heinrich Carl[44]
- 1901: Dreigeschossiges Wohnhaus an der Goethestraße 19 in Gießen für den Bauherrn Georg Becker[45]
- 1901: "Alemannenhaus" an der Gutenbergstraße 23 in Gießen für die Burschenschaft Alemannia in Giessen[46]
- 1901: Dreigeschossiges Wohnhaus an der Liebigstraße 31 in Gießen für den Bauherrn Joh. Georg Pfaff.[47]
- 1901: Dreigeschossiges Wohnhaus an der Liebigstraße 33 in Gießen für  den Bauherrn Joh. Georg Pfaff.[48]
- 1901: Dreigeschossiges Wohnhaus an der Liebigstraße 36 in Gießen wurde für den Bauherrn Joh. Georg Pfaff entworfen.[49]
- 1901: Dreigeschossiges Wohnhaus an der Wilhelmstraße 10 in Gießen für die Bauherrn Birkenstock & Schneider.[50]
- 1901: Dreigeschossiges Mietwohnhaus an der Wilhelmstraße 12 in Gießen für die Bauherrn Birkenstock & Schneider.[51]
- 1902: Villenartiges, zweigeschossiges Wohnhaus am Alter Wetzlarer Weg 39 in Gießen für den Bauherrn Heinrich Carl[52]
- 1902: Lager- und Geschäftshaus am Riegelpfad 8 in Gießen für den Bauherrn Zadock Kann[53]
- 1902: Zweigeschossiges, villenartiges Wohnhaus am Alter Wetzlaer Weg 41 in Gießen für Heinrich Kessler[54]
- 1902: Viergeschossiges Mietwohnhaus an der Wilhelmstraße 8 in Gießen für die  Bauherrn und Bauunternehmer Birkenstock & Schneider.[55]
- 1903: Dreigeschossiges Wohnhaus an der Bahnhofstraße 46 in Gießen für den Bauherrn Ludwig Jung[56]
- 1903: Zweigeschossige Villa an der Liebigstraße 38 in Gießen für den Bauherrn Geheimrat Prof. Dr. Wilhelm[57]
- 1903: Dreigeschossiges Doppelhaus am Schiffenberger Weg 35 und 37 in Gießen für den Bauherrn Kaspar Heinzerling[58]
- 1903: Zweigeschossiges Wohnhaus an der Stephanstraße 14 in Gießen für den Bauherrn Georg Pfaff[59]
- 1904: Viergeschossiges Wohnhaus an der Bahnhofstraße 26 in Gießen für den Bauherrn Georg Möhl[60]
- 1904: Dreigeschossiges Mietwohnhaus an der Stephanstraße 17 in Gießen für Georg Wagner III.[61]
- 1904: Zweigeschossiges villenähnliches Wohnhaus an der Westanlage 48 in Gießen für den Bauherrn Agathe und Minna Körner.[62]
- 1905: Zweigeschossiges Wohnhaus am Alter Wetzlarer Weg 46 in Gießen für Heinrich Kessler[63]
- 1905: Dreigeschossiges Wohnhaus an der Marburger Straße 60 in Gießen für den Bauherrn und Bildhauer Martin Schall[64]

### Ab 1905
- 1904–1907: Merkel’sches Schwimmbad in Esslingen am Neckar (Stiftung der Unternehmerfamilie Merkel)[65]
- 1906–1907: Verbindungshaus der Landsmannschaft Darmstadtia Gießen, genannt Darmstädterhaus, in der Klinikstraße 1 in Gießen
- 1907: Schulgebäude Dammstraße 26 in Gießen (heute: Ricarda-Huch-Schule)[66]
- 1908–1909: Hallenbad in Friedberg (Hessen), Haagstraße 39 (heute: Theater Altes Hallenbad)[67][68]
- 1922: Professorenvilla an der Röntgenstraße 6 in Gießen für den Hochschullehrer August Brüning[69]
- 1945: Wohnhaus Südanlage 18 in Gießen für den Bauherrn Ernst Dinslage[70]
- 1949: Pankratiuskapelle Gießen, Notkirche nach dem Modell von Otto Bartning[71]

Hans Meyer wird außerdem als Mitarbeiter beim 1905 prämierten Wettbewerbsentwurf der als Theaterspezialisten bekannten Wiener Architekten Ferdinand Fellner und Hermann Helmer für den Neubau des Gießener Stadttheaters genannt, bei dessen Ausführung er 1905–1907 die Bauleitung ausübte.